# Licymnios (mythologie)
Pour les articles homonymes, voir Licymnios.
Dans la mythologie grecque, Licymnios apparaît dans l'Iliade (II, 661-663) comme un vieil oncle d'Héraclès (sans autre précision que celle d'être un "rejeton d'Arès - ce qui peut être compris au sens figuré comme "guerrier"). Il est tué par Tlépolème (fils d'Héraclès & Astyochée). On n'a aucune précision sur les faits.  
Il est le fils d'Électryon (fils de Persée) et d'une esclave phrygienne nommé Média. C'est un oncle d'Héraclès et demi-frère d'Alcmène. À la mort d’Électryon, Licymnios et sa demi-sœur se rendirent à Thèbes, alors sous le règne de Créon, qui les purifie. Là, il a épousé Périmédé, la sœur du roi Amphitryon, qui lui donne trois fils : Argéios, Œnos et Mélas. Tous les trois accompagnèrent Héraclès lors de quelques expéditions : Argéios meurt à Sparte, tué par les fils d’Hippocoon, et les deux autres sont massacrés en Œchalie, au cours de la guerre d'Héraclès contre le roi Eurytos. Licymnios et les Héraclides sont chassés par Eurysthée et il tenta alors en vain de s’installer dans le Péloponnèse. Il s'interpose entre son neveu Tlépolème et une esclave qu'il veut battre. Tlépolème le frappe, le tue, et se réfugie à Rhodes.  
La version variant selon les traditions : on ne sait dire si c'est un homicide volontaire ou non.

## Sources
- Homère, Iliade [détail des éditions] [lire en ligne], II, 661-663.
- Pseudo-Apollodore, Bibliothèque [détail des éditions] [lire en ligne], II, 57, 1.